# Чемпионат Китая по волейболу среди женщин
Чемпионат Китая по волейболу среди женщин — ежегодное соревнование женских волейбольных команд Китайской Народной Республики. Проводится с 1950-х годов по классическому варианту волейбола (6х6).
С сезона 1996/1997 организатором является Китайская волейбольная лига (СVL), проводящая чемпионат в трёх дивизионах — 1-й и 2-й суперлигах и 1-й лиге.  

## Формула соревнований
Чемпионат в 1-й суперлиге в сезоне 2024/25 проводился с октября 2024 по март 2025 года в 4 этапа — три групповых и плей-офф. На 1-й групповой стадии 8 команд-участниц играли в два круга. 6 лучших напрямую вышли во 2-й этап, ещё два места в котором разыграли 7-я и 8-я команды 1-й суперлиги и две лучшие из 2-й суперлиги. На 2-м этапе — 8 команд были разделены на две группы, в которых также играли в два круга. На 3-м этапе по две лучшие команды из групп 2-го этапа провели по два матча с командами другой группы 2-го этапа. Учитывались все результаты 2-й стадии. Эти 4 команды вышли в плей-офф и далее по системе с выбыванием определили призёров чемпионата. Полуфиналы плей-офф состояли из двух матчей (при равенстве побед и очков победитель пары определялся в «золотом» сете), финал проводился до двух побед одного из соперников.
В чемпионате 2024/25 в 1-й суперлиге участвовало 8 команд: «Тяньцзинь Бохай Бэнк» (Тяньцзинь), «Шанхай Брайт Юбест» (Шанхай), «Бэйцзин Байк Моторс» (Пекин), «Цзянсу Чжунтянь Стил» (Чанчжоу), «Фуцзянь Аньси Тэкуаньинь» (Фуцин), «Шаньдун Жичжао Стил» (Цзыбо), «Ляонин Дунган» (Инкоу), «Шэньчжэнь Чжунсай» (Шэньчжэнь). Чемпионский титул выиграла команда «Цзянсу Чжунтянь Стил», победившая в финальной серии «Шанхай Брайт Юбест» 2-0 (3:0, 3:1). 3-е место занял «Ляонин Дунган».

## Призёры СVL
| Сезон     | 1-е место                        | 2-е место                        | 3-е место                        |
| --------- | -------------------------------- | -------------------------------- | -------------------------------- |
| 1996/97   | «Шанхай Кэбл TV» Шанхай          | «Цзянсу Ичжэн» Чанчжоу           | «Чжэцзян» Цзясин                 |
| 1997/98   | «Шанхай Кэбл TV» Шанхай          | «Цзянсу Ичжэн» Чанчжоу           | «Чжэцзян» Цзясин                 |
| 1998/99   | «Шанхай Кэбл TV» Шанхай          | «Чжэцзян» Цзясин                 | «Сычуань Юнивёрсити» Чэнду       |
| 1999/2000 | «Шанхай Кэбл TV» Шанхай          | «Цзянсу Ичжэн» Чанчжоу           | «Байи Босидэн» Шэньчжэнь         |
| 2000/01   | «Шанхай»                         | «Байи Босидэн» Шэньчжэнь         | «Ляонин» Шэньян                  |
| 2001/02   | «Байи Босидэн» Шэньчжэнь         | «Ляонин» Шэньян                  | «Тяньцзинь Бриджстоун» Тяньцзинь |
| 2002/03   | «Тяньцзинь Бриджстоун» Тяньцзинь | «Байи Сюэчжунфэй» Шэньчжэнь      | «Ляонин Чайна Мобайл» Шэньян     |
| 2003/04   | «Тяньцзинь Бриджстоун» Тяньцзинь | «Байи Сюэчжунфэй» Шэньчжэнь      | «Ляонин Чайна Мобайл» Шэньян     |
| 2004/05   | «Тяньцзинь Бриджстоун» Тяньцзинь | «Байи Иян» Шэньчжэнь             | «Чжэцзян Ицзяй» Цзясин           |
| 2005/06   | «Ляонин Чайна Мобайл» Шэньян     | «Тяньцзинь Бриджстоун» Тяньцзинь | «Хэнань» Лохэ                    |
| 2006/07   | «Тяньцзинь Бриджстоун» Тяньцзинь | «Ляонин Чайна Мобайл» Шэньян     | «Цзянсу Ичжэн» Чанчжоу           |
| 2007/08   | «Тяньцзинь Бриджстоун» Тяньцзинь | «Байи Иян» Шэньчжэнь             | «Шанхай Истерн» Шанхай           |
| 2008/09   | «Тяньцзинь Бриджстоун» Тяньцзинь | «Шанхай Данлоп» Шанхай           | «Цзянсу Ичжэн» Чанчжоу           |
| 2009/10   | «Тяньцзинь Бриджстоун» Тяньцзинь | «Шанхай Данлоп» Шанхай           | «Байи Иян» Шэньчжэнь             |
| 2010/11   | «Тяньцзинь Бриджстоун» Тяньцзинь | «Гуандун Эвергрэнд» Гуанчжоу     | «Шанхай Данлоп» Шанхай           |
| 2011/12   | «Гуандун Эвергрэнд» Гуанчжоу     | «Шанхай Гуохуа» Шанхай           | «Тяньцзинь Бриджстоун» Тяньцзинь |
| 2012/13   | «Тяньцзинь Бохай Бэнк» Тяньцзинь | «Гуандун Эвергрэнд» Гуанчжоу     | «Чжэцзян Нью Сенчури» Цзясин     |
| 2013/14   | «Чжэцзян Цзяшань» Цзясин         | «Тяньцзинь Бохай Бэнк» Тяньцзинь | «Байи Кэмин» Шэньчжэнь           |
| 2014/15   | «Байи Кэмин» Шэньчжэнь           | «Шанхай Дунхао Ланьшэн» Шанхай   | «Цзянсу Зенит Стил» Чанчжоу      |
| 2015/16   | «Тяньцзинь Бохай Бэнк» Тяньцзинь | «Цзянсу Зенит Стил» Чанчжоу      | «Шанхай Дунхао Ланьшэн» Шанхай   |
| 2016/17   | «Цзянсу Зенит Стил» Чанчжоу      | «Чжэцзян Цзяшань» Цзясин         | «Тяньцзинь Бохай Бэнк» Тяньцзинь |
| 2017/18   | «Тяньцзинь Бохай Бэнк» Тяньцзинь | «Шанхай Брайт Юбест» Шанхай      | «Цзянсу Зенит Стил» Чанчжоу      |
| 2018/19   | «Бэйцзин Байк Моторс» Пекин      | «Тяньцзинь Бохай Бэнк» Тяньцзинь | «Шанхай Брайт Юбест» Шанхай      |
| 2019/20   | «Тяньцзинь Бохай Бэнк» Тяньцзинь | «Шанхай Брайт Юбест» Шанхай      | «Бэйцзин Байк Моторс» Пекин      |
| 2020/21   | «Тяньцзинь Бохай Бэнк» Тяньцзинь | «Цзянсу Чжунтянь Стил» Чанчжоу   | «Шанхай Брайт Юбест» Шанхай      |
| 2021/22   | «Тяньцзинь Бохай Бэнк» Тяньцзинь | «Цзянсу Чжунтянь Стил» Чанчжоу   | «Шанхай Брайт Юбест» Шанхай      |
| 2022/23   | «Тяньцзинь Бохай Бэнк» Тяньцзинь | «Шанхай Брайт Юбест» Шанхай      | «Шэньчжэнь Чжунсай» Шэньчжэнь    |
| 2023/24   | «Тяньцзинь Бохай Бэнк» Тяньцзинь | «Шанхай Брайт Юбест» Шанхай      | «Цзянсу Чжунтянь Стил» Чанчжоу   |
| 2024/25   | «Цзянсу Чжунтянь Стил» Чанчжоу   | «Шанхай Брайт Юбест» Шанхай      | «Ляонин Дунган» Инкоу            |